# Parashorea
Parashorea es un género de plantas con flores perteneciente a la familia Dipterocarpaceae.
Contiene quince especies de árboles que se distribuyen por el sur de Birmania, Tailandia, Indochina sur de China a Sumatra, Borneo y las Filipinas.
Parashorea es un árbol de fuerte madera que excede los 70 metros de altura y ramas que se extienden diez metros.

## Taxonomía
El género fue descrito por Wilhelm Sulpiz Kurz y publicado en Journal of the Asiatic Society of Bengal. Part 2. Natural History 39(2): 65. 1870. La especie tipo no ha sido designada.
Etimología
Parashorea: nombre genérico que deriva del griego  (para = similar a) y se refiere a la similitud con el género  Shorea. 

## Especies
- Parashorea aptera Sloot
- Parashorea buchananii (C.E.C.Fisch.) Symington
- Parashorea chinensis Wang Hsie
- Parashorea densiflora Slooten & Sym.
- Parashorea dussaudii Tardieu
- Parashorea globosa Sym.
- Parashorea laotica Tardieu
- Parashorea lucida (Miq.) Kurz
- Parashorea macrophylla Wyatt-Sm. ex P.S.Ashton
- Parashorea malaanonan (Blanco) Merr.
- Parashorea parvifolia Wyatt-Sm. ex P.S.Ashton
- Parashorea stellata Kurz
- Parashorea smythiesii Wyatt-Sm. ex P.S.Ashton
- Parashorea tomentella (Symington) Meijer
- Parashorea warburgii Brandis